# Nowa Zelandia na Zimowych Igrzyskach Olimpijskich 2006
Nową Zelandię na Zimowe Igrzyska Olimpijskie 2006 reprezentowało 17 zawodników. Wystartowali oni w narciarstwie alpejskim, curlingu, bobslejach, snowboardzie i skeletonie.
Był to trzynasty start Nowej Zelandii na zimowych igrzyskach olimpijskich.

## Wyniki reprezentantów Nowej Zelandii

### Narciarstwo alpejskie
Kobiety
- Nicola Campbell

slalom - 35. miejsce
slalom gigant - DNF
- Erika Mcleod

slalom - 40. miejsce
slalomgigant - DNF
Mężczyźni
- Mickey Ross

slalom - 31. miejsce

### Bobsleje
Mężczyźni
- Mathew Dallow, Alan Henderson

dwójka - 23. miejsce

### Curling
Mężczyźni
- Sean Becker, Hans Frauenlob, Dan Mustapic, Lorne Depape, Warren Dobson - 0 zwycięstw, 9 porażek - wynik końcowy 10. miejsce

### Skeleton
Kobiety
- Louise Corcoran - 12. miejsce

Mężczyźni
- Ben Sandford - 10. miejsce

### Snowboard
Mężczyźni
- Mitchell Brown

halfpipe - 25. miejsce
Kobiety
- Juliane Bray

halfpipe - 16. miejsce
cross - 20. miejsce
- Kendal Brown

halfpipe - 24. miejsce